# Carl Wilhelm Böttiger
 Ikke at forveksle med Karl Wilhelm Böttiger.
Carl Wilhelm Böttiger (født 15. maj 1807, død 22. december 1878) var en svensk digter, litteraturhistoriker og sprogmand, farbroder til John Böttiger.
Böttiger studerede i Upsala, hvor han 1845 blev professor i moderne litteratur, senere tillige i nyere sprog, indtil 1867, da han tog sin afsked, 1847 blev han sin svigerfader Tegnérs efterfølger i Svenska Akademien. 
Böttiger fremtrådte i trediverne med flere samlinger lyriske digte, der vel gjorde lykke ved deres velklingende sprog og deres frihed for den fosforistiske dunkelhed og svulst, men på den anden side blev angrebet for deres noget klynkende sentimentalitet; efter en udenlandsrejse blev hans tone dog erkendt friskere og sundere.
Han har skrevet flere fortræffelige lejlighedsdigte, og adskillige af hans digte er kendte som sangtekster (for eksempel "Tänk någon gång" og "Stilla skuggor"), endvidere har han forfattet en del grundige og velskrevne litteraturhistoriske afhandlinger, blandt andet mindeskrifter over Nils von Rosenstein, Kellgren og Stagnelius. 
Mest kendt er hans biografi af Tegnér, der står som indledning til dennes samlede værker. Desuden har hans virksomhed som Universitetslærer været af ikke ringe betydning, særlig for studiet af de romanske sprog. Hans samlede skrifter er udgivne i 6 bind 1856-81; et udvalg af hans skrifter, Valda skrifter (1881), indledes med en biografi af ham ved Elof Tegnér.